# چوماکوف (آدیغیه)
چوماکوف (به لاتین: Chumakov) یک منطقهٔ مسکونی در روسیه است که در شهرستان کوشخابلسکی واقع شده‌است. چوماکوف ۷۸ نفر جمعیت دارد.